# ブランド・エクイティ
ブランド・エクイティ (英: brand equity) は、マーケティングにおいて、あるブランドが持っている資産価値のこと。つまり、有名なブランド名の社会的価値である。ブランド価値のことを指す。ブランドそのものには目に見える形での価値は無いが、販売される商品にブランドが付与されるので、その商品の価値が上がることから、ブランドは企業にとっての資産価値となる。製品の品質評価が難しい場合、消費者はブランドを基準として商品を選定するようになる。有名なブランドの所有者は、消費者が有名ブランドの製品を、あまり知られていないブランドの製品よりも優れていると認識するため、ブランド認知からより多くの収益を生み出すことができる。 
ブランドに投資して、そのブランドのイメージが向上すればそのブランドの資産価値が高まるが、逆にそのブランドを放置したり使ったことで不祥事を起こした場合、そのブランドの資産価値は下がる。
研究文献では、ブランド・エクイティは、認知心理学と情報経済学という2つの異なる観点から研究されてきた。認知心理学によると、ブランド・エクイティは、属性の認識を促進するブランドの特徴と関連性に対する消費者の認識にある。情報経済学によれば、強力なブランド名は、情報が不十分なバイヤーにとって製品品質の信頼できるシグナルとして機能し、ブランド投資へのリターンの形として価格プレミアムを生み出す。ブランド・エクイティが価格構造の決定に重要な役割を果たすことが経験的に実証されており、特に企業は、観察された製品の差別化を管理した後、ブランド・エクイティから派生する価格プレミアムを享受することができる。 